# 君が僕にKissをした
「君が僕にKissをした」（きみがぼくにキスをした）は、日本の音楽デュオ・WaTのメジャー9作目（通算10作目）のシングル。

## 概要
- 前作「36℃」から約1年9ヶ月ぶりのシングル。
- 初回限定盤Aと初回限定盤B、通常盤の3形態で発売された。初回限定盤Aには特典としてミュージック・ビデオを、初回限定盤Bにはドキュメンタリー映像を収録したDVDが同梱された[1][2]。

## 収録曲
1. 君が僕にKissをした
作詞：WaT
作曲：岩田秀聡
編曲：十川ともじ
2. I wish
作詞：WaT
作曲：板垣祐介
編曲：星野純一

## 参加ミュージシャン
WaT
- ウエンツ瑛士：Vocal (#1,2)
- 小池徹平：Vocal (#1,2)

Support Musician
- 西川進：Guitar (#1)
- 種子田健：Bass (#1)

## 収録アルバム
- 卒業BEST (#1)